# 奥托·马尔希

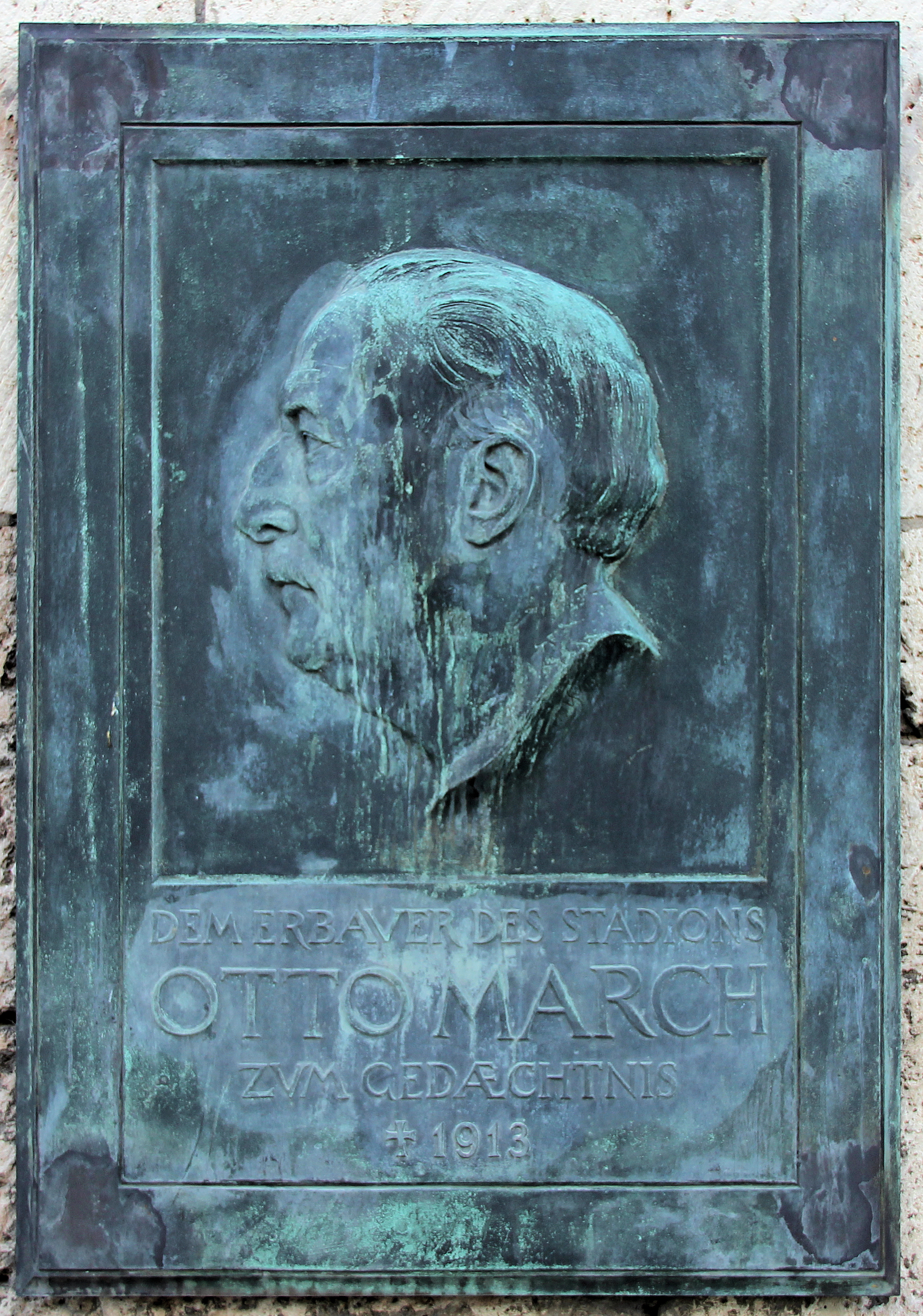
奥托·马尔希

奥托·马尔希（1845年10月7日—1913年4月）是一位德国建筑师，他的两个儿子维尔纳·马尔希和瓦尔特·马尔希也都是建筑师。奥托·马尔希设计了位于德国各地的很多住宅、商用建筑以及教堂。他也是德意志体育场的设计者。